# Kurt Scharf

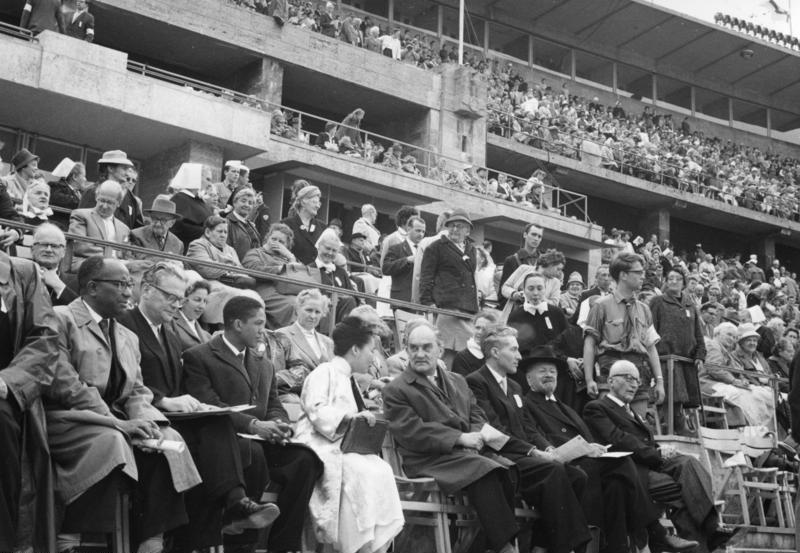
Kurt Scharf (Mitte) während des Evangelischen Kirchentags 1961 im Berliner Olympiastadion

Kurt Franz Wilhelm Scharf (* 21. Oktober 1902 in Landsberg/Warthe; † 28. März 1990 in Berlin) war Bischof der Evangelischen Kirche in Berlin-Brandenburg und Ratsvorsitzender der Evangelischen Kirche in Deutschland.

## Lebenslauf
Nach dem Abitur studierte Kurt Scharf von 1920 bis 1928 in Tübingen, Jena, Halle und Berlin evangelische Theologie und wurde Mitglied im VDSt Berlin und Alter Herr beim VDSt zu Tübingen. In den dreißiger Jahren war er Pfarrer der Evangelischen Kirche der Altpreußischen Union in Sachsenhausen bei Oranienburg und hatte als solcher seltene Möglichkeiten zum Dienst an Inhaftierten des dortigen KZ. 1933 wurde Scharf mit den Gemeindekirchenräten von Sachsenhausen und Friedrichsthal Mitglied der Bekennenden Kirche. Wegen dieses Engagements erhielt er mehrfach Rede- und Schreibverbot. Am 2. August 1934 wurde er von der Gestapo für einige Tage verhaftet und erhielt danach Aufenthaltsverbot für seine Gemeinden Sachsenhausen und Friedrichsthal, das erst nach zwei Monaten aufgehoben wurde. 1935 wurde er als Präses der Bekenntnissynode von Brandenburg Vorsitzender der Konferenz der Landesbruderräte. 
1937 gehörte er zu denen, die Die Erklärung der 96 evangelischen Kirchenführer gegen Alfred Rosenberg wegen dessen Schrift Protestantische Rompilger unterzeichneten. 
1938 besuchte er Martin Niemöller im KZ Sachsenhausen kurz nach dessen Inhaftierung und feierte mit ihm das Abendmahl.
1945 berief man ihn im Zuge einer kirchlichen Neu- und Umordnung zum Propst und Leiter der Abteilung Brandenburg im Berliner Evangelischen Konsistorium. 1952 verlieh ihm die Theologische Fakultät der Humboldt-Universität die Ehrendoktorwürde zusammen mit dem Potsdamer Generalsuperintendenten Walter Braun sowie dem Jenaer Theologieprofessor Rudolf Meyer. In der Folgezeit übernahm Kurt Scharf mehrere Führungsämter innerhalb der evangelischen Kirche. Von 1957 bis 1960 war Kurt Scharf Vorsitzender des Rates der Evangelischen Kirche der Union (EKU), ab 1953 die Nachfolge-Organisation der Evangelischen Kirche der Altpreußischen Union, die sich unter Änderung von Namen und Kirchenordnung reorganisiert hatte.
Im Frühjahr 1961 fiel Scharf überraschend das höchste Führungsamt innerhalb des deutschen Protestantismus zu, als er von 1961 bis 1967 Vorsitzender des Rates der Evangelischen Kirche in Deutschland (EKD) wurde, als Nachfolger von Otto Dibelius. Scharf war damals als Kompromisskandidat zum Zuge gekommen, da die DDR einen profilierten westdeutschen Bischof als (gesamtdeutschen) Ratsvorsitzenden blockierte. Aber Scharf fiel bei den DDR-Machthabern schon unmittelbar nach dem Mauerbau im August 1961 ebenfalls in Ungnade, obwohl er ein sehr bedächtiger Charakter war und jede Provokation vermied. Am 31. August 1961 wurde Scharf, aus West-Berlin kommend, die Einreise zu seinem Wohnsitz im Ostteil Berlins verweigert und ihm sein DDR-Pass abgenommen.
In seiner Zeit als EKD-Ratsvorsitzender erfolgte die diplomatische Anerkennung des Staates Israel durch die Bundesrepublik Deutschland, die am 12. Mai 1965 vollzogen wurde. Scharf gehörte zu denen, die den öffentlichen Druck erhöhten, der schließlich Bundeskanzler Ludwig Erhard dazu bewog, gegen den Willen des Auswärtigen Amtes den Botschafteraustausch in die Wege zu leiten. Denn am 26. Oktober 1964 sandte der Rat der EKD ein von Scharf unterzeichnetes Schreiben an die Bundesregierung, in dem deutlich zugunsten eines deutsch-israelischen Botschafteraustausches plädiert wurde.
Von 1966 bis 1976 war er ebenfalls als Nachfolger von Otto Dibelius gewählter Bischof der Evangelischen Kirche in Berlin-Brandenburg, seit dem Mauerbau 1961 allerdings in seinem Aufgaben- und Einflussbereich auf West-Berlin beschränkt. Scharf, zeitweilig auch Mitglied des Zentralausschusses des Ökumenischen Rates der Kirchen, war ein Verfechter der ökumenischen Idee. Als Vizepräsident der Vereinigten Weltbibelgesellschaften setzte er sich für die weltweite Verbreitung der Bibel ein. Kurt Scharf übernahm schwierige Fälle der Gefängnisseelsorge, beispielsweise bei wegen Kriegsverbrechen inhaftierten Deutschen und Inhaftierten der Baader-Meinhof-Gruppe.
Scharf war von 1980 bis 1984 Vorsitzender der Aktion Sühnezeichen Friedensdienste und hielt in dieser Eigenschaft am 24. Juni 1982 eine Ansprache vor der Sondersitzung der UNO. Darüber hinaus war Scharf entscheidend am Gelingen des Baus der Internationalen Jugendbegegnungstätte in Oświęcim/Auschwitz beteiligt.

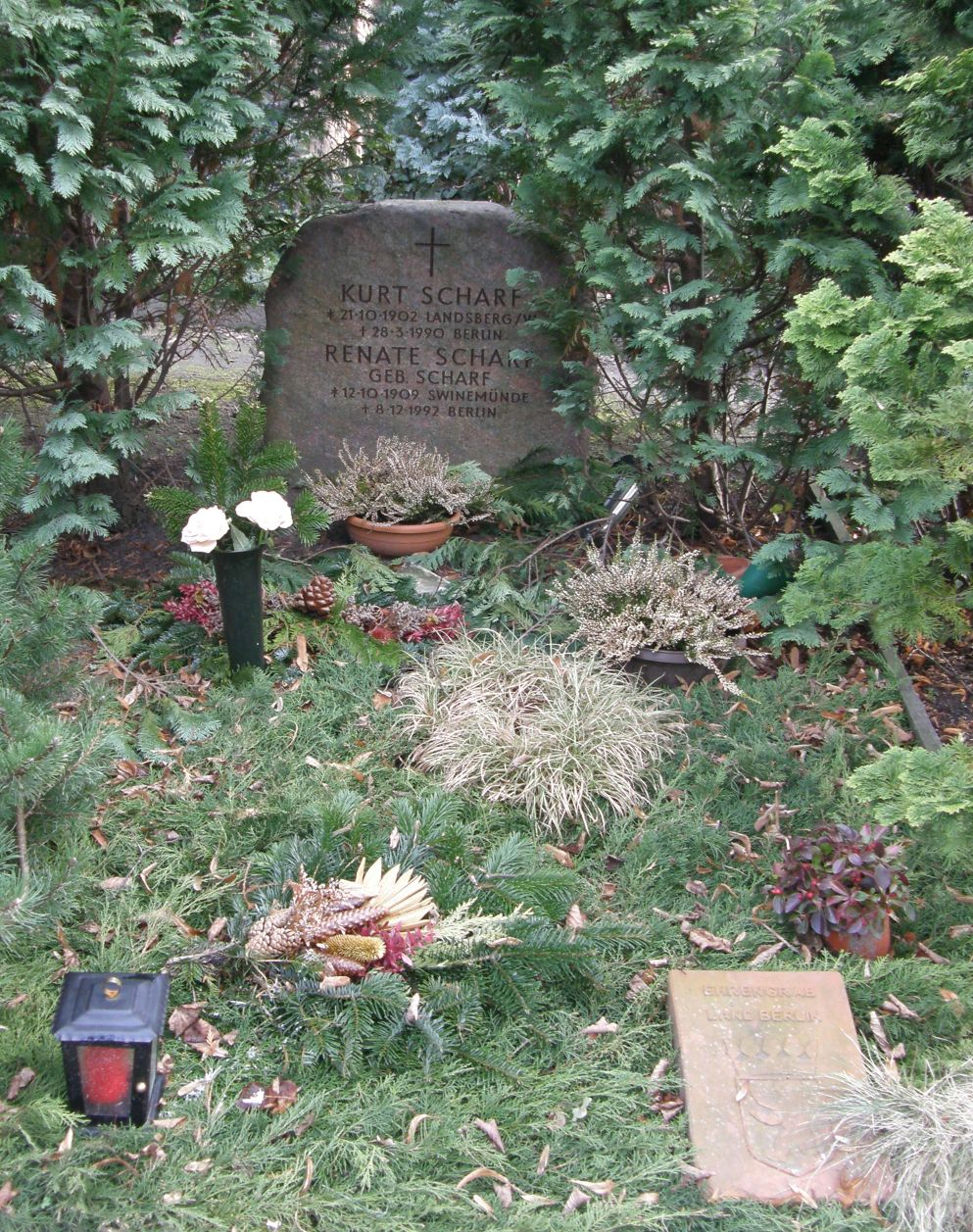
Ehrengrab von Kurt Scharf

Am 28. März 1990 starb Scharf in einem Linienbus der Berliner Verkehrsbetriebe (BVG) auf dem Weg zu einem Krankenbesuch. Sein Grab, heute ein Ehrengrab der Stadt Berlin, befindet sich in Berlin-Dahlem auf dem St.-Annen-Kirchhof.

## Ehrungen
Scharf gehörte zu den Vordenkern der Ostdenkschrift der EKD und wurde für sein Eintreten für die Versöhnung mit Polen 1973 mit der Kopernikus-Medaille der Volksrepublik Polen und 1985 mit der Ehrendoktorwürde der Christlich-Theologischen Akademie Warschau ausgezeichnet. 1971 erhielt er die Buber-Rosenzweig-Medaille, 1976 die Ernst-Reuter-Plakette, 1977 den Gustav-Heinemann-Bürgerpreis und 1978 den Dr.-Leopold-Lucas-Preis.
Auf Initiative von Aktion Sühnezeichen Friedensdienste sollte 2012 in Berlin-Steglitz die Treitschkestraße (→ Heinrich von Treitschke) in Kurt-Scharf-Straße umbenannt werden. Nachdem in einer aufwändigen schriftlichen Anwohnerbefragung jedoch die klare Mehrheit der Teilnehmenden gegen die Namensänderung gestimmt und auch die BVV dagegen entschieden hatte, war das Anliegen vom Tisch. Im September 2022 beschloss die BVV die Umbenennung der Treitschkestraße. Wie die Straße in Zukunft heißen soll, ist jedoch noch unklar.

## Schriften
- (als Hrsg.): Vom Herrengeheimnis der Wahrheit. Festschrift für Heinrich Vogel. Lettner, Berlin 1962.
- Für ein politisches Gewissen der Kirche. Edition W. Erk, 1972.
- Brücken und Breschen. Hrsg. von Wolf-Dieter Zimmermann. CVZ-Verlag, Berlin 1977.
- Streit mit der Macht. Pendo, Zürich 1983.
- Widerstehen und Versöhnen. Rückblicke und Ausblicke. Edition Jo Krummacher, 1987.